# Syrphinae
Sous-famille

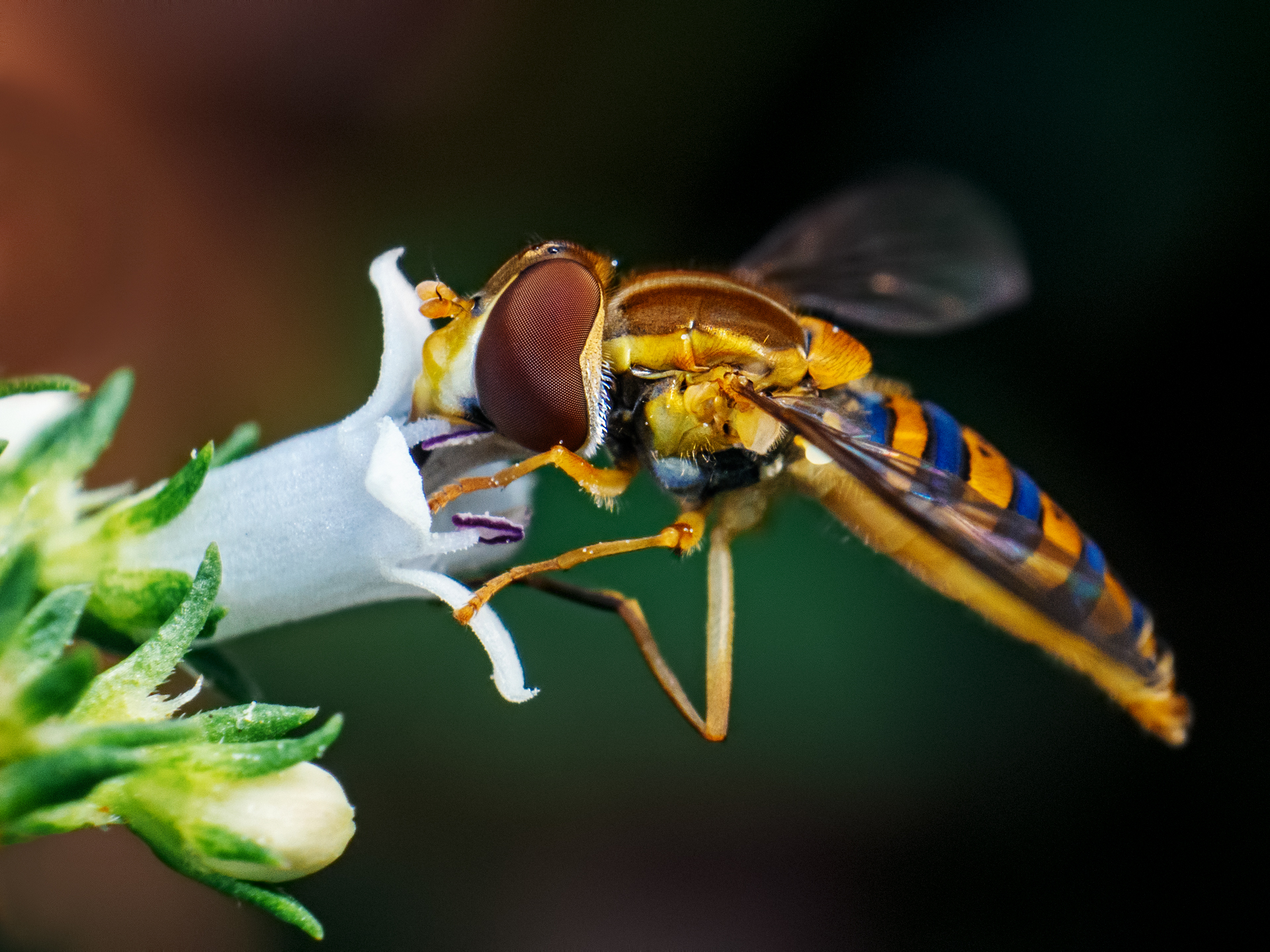
Une syrphidae syrphinae au Brésil. Décembre 2016.

Les Syrphinae, ou Syrphinés, sont une des trois sous-familles des Syrphidae (famille des Syrphidés).
Une espèce parmi les plus répandues de Syrphinés, de la tribu des Syrphini, est l'inoffensif Syrphe ceinturé, Episyrphus balteatus, imitant une petite guêpe.

## Liste des tribus et genres
Selon BioLib (22 mars 2019) :
- tribu des Bacchini
  - genre Argentinomyia Lynch Arribalzaga, 1891
  - genre Atylobacca Hull, 1949
  - genre Baccha Fabricius, 1805
  - genre Melanostoma Schiner, 1860
  - genre Platycheirus Lepeletier & Serville, 1828
  - genre Rohdendorfia Smirnov, 1924
  - genre Spazigaster Rondani, 1843
  - genre Syrphocheilosia Stackelberg, 1964
  - genre Xanthandrus Verrall, 1901
- tribu des Paragini
  - genre Paragus Latreille, 1804
- tribu des Syrphini Samouelle, 1819
  - genre Afrostoma Skevington & Thompson, 2014
  - genre Afrosyrphus Curran, 1927
  - genre Agnisyrphus Ghorpade, 1994
  - genre Allobaccha Curran, 1928
  - genre Allograpta Osten-Sacken, 1875
  - genre Anu Thompson, 2008
  - genre Asarkina Macquart, 1842
  - genre Asiobaccha Violovitsh, 1976
  - genre Asiodidea Stackelberg, 1930
  - genre Betasyrphus Matsumura, 1917
  - genre Chrysotoxum Meigen, 1803
  - genre Citrogramma Vockeroth, 1969
  - genre Dasysyrphus Enderlein, 1938
  - genre Didea Macquart, 1834
  - genre Dideoides Brunetti, 1908
  - genre Dideopsis Matsumura, 1917
  - genre Doros Meigen, 1803
  - genre Eosphaerophoria Frey, 1946
  - genre Epistrophe Walker, 1852
  - genre Epistrophella Dušek & Láska, 1967
  - genre Episyrphus Matsumura & Adachi, 1917
  - genre Eriozona Schiner, 1860
  - genre Eupeodes Osten Sacken, 1877
  - genre Exallandra Vockeroth, 1969
  - genre Fagisyrphus Dusek & Laska, 1967
  - genre Giluwea Vockeroth, 1969
  - genre Ischiodon Sack, 1913
  - genre Lamellidorsum Huo & Zheng, 2005
  - genre Leucozona Schiner, 1860
  - genre Melangyna Verrall, 1901
  - genre Meligramma Frey, 1946
  - genre Meliscaeva Frey, 1946
  - genre Notosyrphus Vockeroth, 1969
  - genre Ocyptamus Linnaeus, 1758
  - genre Parasyrphus Matsumura, 1917
  - genre Pelloloma Vockeroth, 1973
  - genre Pseudodoros Matsumura, 1903
  - genre Rhinobaccha Meijere, 1908
  - genre Salpingogaster Schiner, 1868
  - genre Scaeva Fabricius, 1805
  - genre Simosyrphus Bigot, 1882
  - genre Spazigasteroides Huo, 2014
  - genre Sphaerophoria Lepeletier & Audinet-Serville, 1828
  - genre Syrphus Fabricius, 1775
  - genre Vockerothiella Ghorpade, 1994
  - genre Xanthogramma Schiner, 1860
- tribu des Toxomerini
  - genre Toxomerus Macquart, 1842

Selon ITIS (22 mars 2019) :
- tribu des Bacchini
- tribu des Paragini
- tribu des Syrphini
- tribu des Toxomerini

Selon Paleobiology Database (22 mars 2019) :
- genre Asarcina
- tribu des Bacchini
- genre Protochrysotoxum
- tribu des Syrphini

Selon World Register of Marine Species (22 mars 2019) :
- genre Allograpta Osten Sacken, 1875
- genre Melangyna Verrall, 1901
- genre Melanostoma Schiner, 1860
- genre Platycheirus Lepeletier & Serville, 1828
- genre Syrphus Fabricius, 1775